# 迈诺特空中火箭
迈诺特空中火箭队（英語：Minot SkyRockets）是美国大陆篮球协会的一支球队，位于北达科他州的迈诺特地区，球队组建于2005年当时是以圣何塞空中火箭队的名字加盟了美国的ABA联盟，球队的首个赛季相当的成功以29胜5负的成绩取得了Ron Boone分区的第一，球队晋级到了ABA的半决赛，最终遗憾的103-106输给了罗彻斯特剃刀鲨队。
在完成了整个赛季后，球队宣布加盟CBA并且从圣何塞迁到现在的球队所在地迈诺特。
迈诺特火箭在2006年CBA选秀中选中了6名球员。他们包括DayShawn Wright, Dee Brown, Marco Killingsworth, Ryan Hollins, Pele Paelay和Ed Nelson。

## 参見
- 北达科他州
- ABA